# حقلانیه
حقلانیه (به عربی: الحقلانية) یک منطقهٔ مسکونی در عراق است که در استان انبار واقع شده‌است.

## خصوصیات
حقلانیه  15٬000 نفر جمعیت دارد.